# Río Pedras
El río Pedras o Piedras es un río localizado en la provincia de La Coruña (Galicia, España), con desembocadura en la ría de Arosa.

## Curso

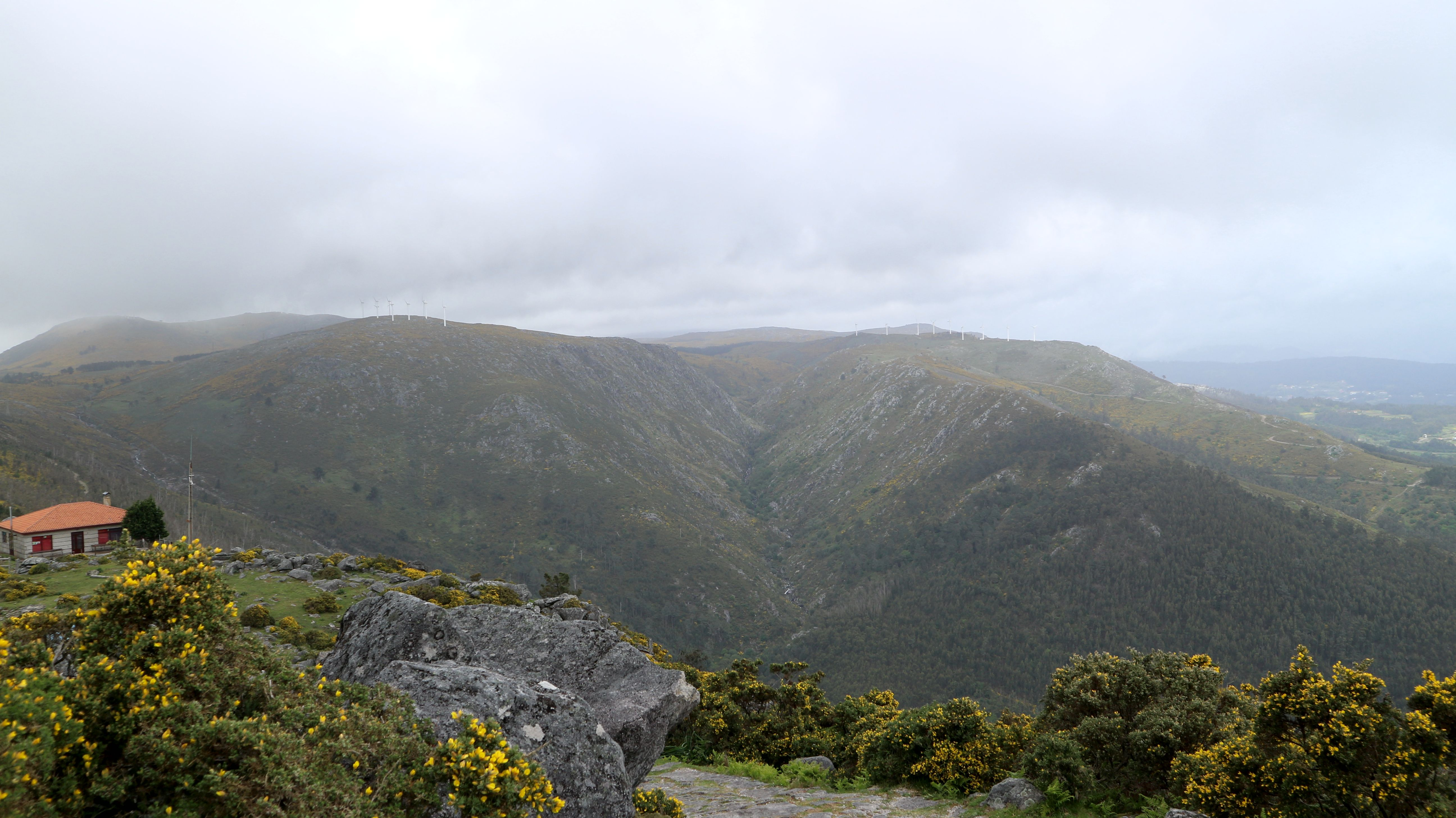
Valles de los ríos San Xoán, Barbanza y Pedras vistos desde La Curota.

El río Pedras nace en la vertiente sur del monte La Curota, al confluir los ríos San Xoán y Barbanza. Desemboca en la ría de Arosa, al norte de la localidad de Puebla del Caramiñal.

## Cascadas y piscinas naturales
Debido a la elevada pendiente de las laderas de La Curota, en algunos puntos de su cauce el río ha formado cascadas con una altura considerable. 

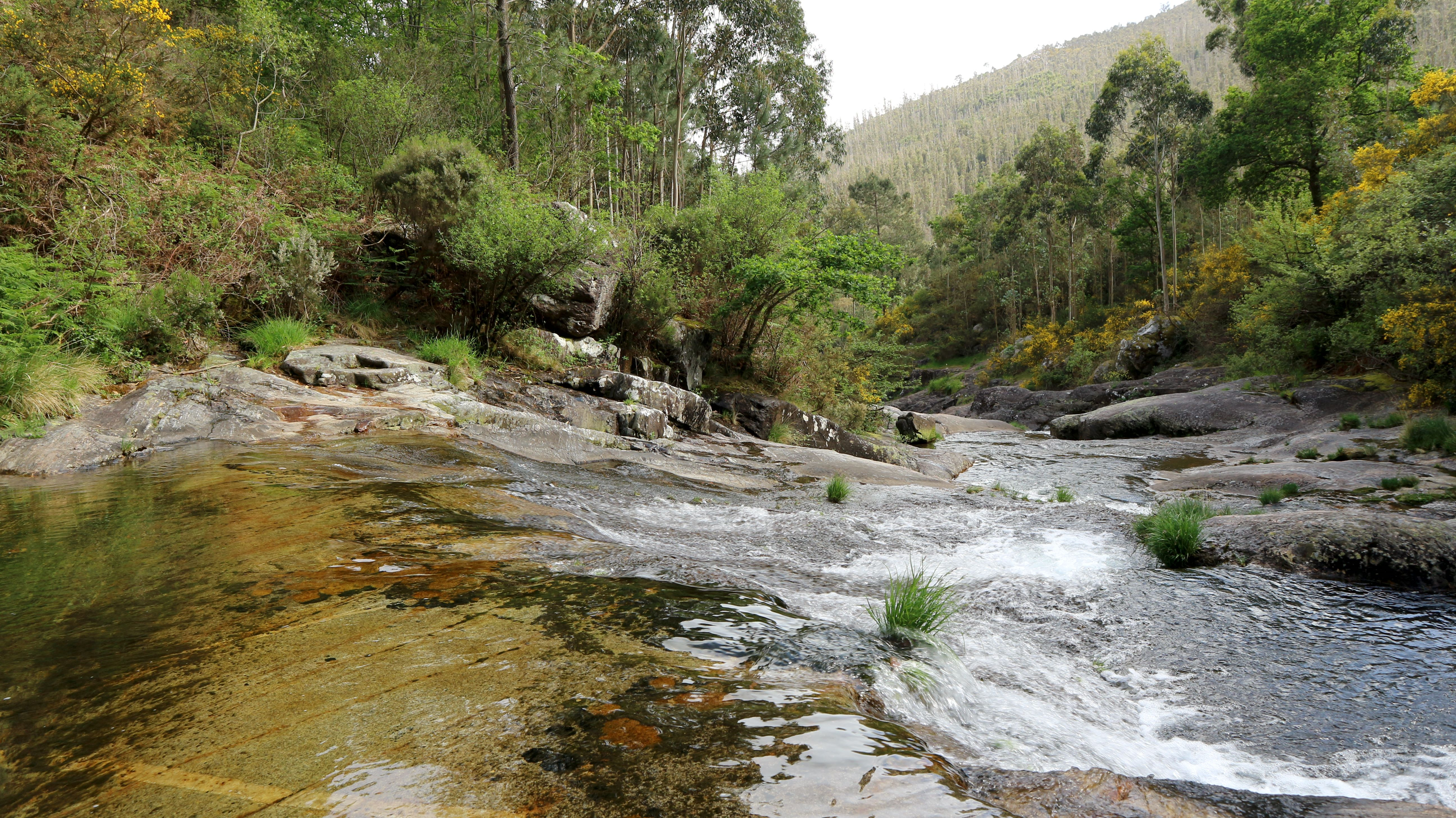
Piscinas naturales del río Pedras

En otros lugares, el río ha excavado en las rocas, a lo largo de los años, piscinas naturales: un conjunto de pozas y marmitas de gigante idóneas para el baño. Existe una decena de estos lugares, a los que se accede desde Puebla del Caramiñal, tras unos 20 minutos caminando por el monte.
En la confluencia de los ríos San Xoán y Barbanza se encuentra el pequeño ponte da Misarela, una construcción del siglo XIV que formaba parte del camino real que llevaba desde Puebla del Caramiñal hasta la aldea de Lesón.